# Елинор Кастилска
Елинор Кастилска е кастилска инфанта, suo jure графиня на Понтио и кралица на Англия чрез брака си с английския крал Едуард I.

## Произход и ранни години
Родена е с името Леонора в Кастилия около 1241 г. Дъщеря е на кастилския крал Фернандо III от втория му брак с френската графиня Жана дьо Дамартен. По-късно в Англия Леонора става известна с английския вариант на името ѝ Елинор.
Израства в кастилския кралски двор, в който по времето на царуването на баща ѝ и на по-големия ѝ полубрат Алфонсо X кипи бурен книжовен живот. Тази атмосфера оказва силно влияние върху младата Леонор, която по-късно като кралица на Англия също води активна литературна дейност.
Първоначално през 1250 г. бащата на Леонора, а по-късно и брат ѝ, се надяват да я омъжат за наварския крал Теобалд II, което трябва да проправи пътя за влиянието на Кастилия върху Навара. За да предотврати попадането на Навара под кастилско влияние, наварската кралица майка се съюзява с арагонския крал Хайме I, на когото обещава да не позволи брак между Теобалд и кастилската инфанта.
През 1252 г. крал Алфонсо X предявява претенции към Гасконското херцогство, което се намира в южната част на Аквитания – последното владение на английските крале във Франция. Претенциите на Алфонсо предизвикват ответна дипломатическа и военна реакция от страна на английския крал Хенри III. Едва в началото на 1254 г. кралските дворове на Англия и Кастилия започват преговори за решаване на спора. След известно пазарене по въпроса със зестрата на Леонор се стига до споразумение инфантата да се омъжи за английския престолонаследник Едуард, в замяна на което Алфонсо X ще прехвърли претенциите си върху Гаскония на Едуард. За Хенри III бързото изпълнение на споразумението е толкова важно, че той дори отменя планираната церемония за посвещаване на Едуард в рицарство в Англия и договаря това да стане в Кастилия, където кастилският крал да удостои Едуард с рицарско звание преди сватбата.

## Брак с Едуард I
Бракът на Едуард и Леонор е сключен на 1 ноември 1254 г. в манастира Лас Уелгас в Бургос. Двамата младоженци са втори братовчеди, тъй като Леонор е правнучка на Елинор Плантагенет, която е дъщеря на английския крал Хенри II и Елеонор Аквитанска.
Хенри III бил изключително горд от начина, по който успява да разреши кризата с Гаскония, но за разлика от него неговите поданици са сериозно обезпокоени, че заедно с кралската невеста в родината им ще пристигнат и много нейни роднини, които ще се възползват от пагубната щедрост на Хенри III.
Заедно с Елинор, както инфантата става известна в новата си родина, в Англия наистина пристигат някои нейни роднини, а младата инфанта няма възможност да им се противопостави, нито да спре краля да харчи средства за издръжката им в двора. Това прави бракът на английския престолонаследник и инфантата непопулярен сред английското общество.

## Втора баронска война
Съществуват оскъдни сведения за живота на Елинор Кастилска в Англия до началото на Втората баронска война през 1264 г., която разделя кралството между привържениците на Хенри III и силите на баронската опозиция. По време на тези събития Елинор Кастилска активно подкрепя интересите на съпруга си Едуард и дори урежда пристигането на подкрепления от френски стрелци, набрани от владенията на майка ѝ в Понтио, Франция. През целия период на конфликта Елинор Кастилска остава в Англия, а разпространяваните слухове, че заради безопасността си тя е напуснала Англия и се е установила при майка си в Понтио, се оказват неверни.
Слуховете, че инфантата урежда пристигането на подкрепления от Кастилия, стават причина след разгрома на кралските войски при Люис през юни 1264 г. лидерът на бароните Симон дьо Монфор да нареди Елинор да бъде преместена от замъка Уиндзор. Така, докато съпругът ѝ е държан в тъмница от бароните, които го залавят след битката при Люис, Елинор Кастилска е държана затворена в Уестминстърския дворец, където бароните ѝ осигуряват всички удобства.
След победата на кралските войски при Ившам през 1265 г. Едуард взима активно участие в реформирането на кралското управление, а Елинор застава зад гърба му. Положението ѝ значително укрепва, след като тя ражда здрав син през юли 1266 г.

## Осми кръстоносен поход
Към 1270 г. кралството вече е умиротворено, а Едуард и Елинор заминават за Франция, за да се присъединят към Осмия кръстоносен поход, предвождан от чичо ѝ Луи IX. Френският крал обаче умира в Картаген, а Едуард и Елинор прекарват зимата в Сицилия, след което през май 1271 пристигат в Акра, Палестина. Там Елинор ражда дъщеря, която става известна като Джоан от Акра.
Въпреки че походът е неуспешен във военно отношение, берберите от династията Бахри са толкова обезпокоени от присъствието на английския престолонаследник в Акра, че през юни 1272 те организират покушение срещу Едуард. Той е ранен в ръката с кама, за която се е предполагало, че била намазана с отрова. Скоро раната му се инфектира сериозно, но един английски лекар успява да спаси живота му, като изрязва засегнатите тъкани. Това станало едва след като Елинор била отделена от леглото на болния си съпруг. По-късно този епизод е разкрасен от разпространяваните след похода истории, в които се твърдяло, че Елинор сама изсмукала отровата от раната на съпруга си.
През септември 1272 г. Едуард и Елинор напускат Палестина и през декември пристигат в Сицилия, където научават новината за смъртта на крал Хенри III (16 ноември 1272). След като се завръщат в Англия, Едуард и Елинор са короновани заедно на 19 август 1274 г.

## Кралица на Англия

### Отношения с краля
За разлика от повечето уредени кралски бракове, този на Едуард I и Елинор Кастилска се оказва доста щастлив. Източниците са категорични, че двамата са силно привързани един към друг, а Едуард I е един от малкото средновековни английски владетели, за които няма сведения да са имали извънбрачни любовни афери или незаконни деца. Кралят и кралицата рядко се разделяли, а Елинор придружава съпруга си в повечето му военни кампании в Уелс. Там на 25 април 1284 кралицата дори ражда син – бъдещият Едуард II, което се случило в една временна постройка, специално изградена за нейно удобство сред строежа на замъка Карнарвън.
За отношенията между Едуард I и Елинор Кастилска свидетелства и един любопитен обичай – всеки понеделник след Великден придворните дами на кралицата устройвали „капан“ на краля и той трябвало да им плати символичен откуп, за да го пуснат да влезе в покоите на съпругата си след Великия пост. За значението, което този обичай има за краля, се съди и от факта, че на първия Великден след смъртта на Елинор кралят дарил придворните дами на покойната си съпруга по същия начин, както преди смъртта ѝ.
Често самотата, в която кралят прекарал времето от смъртта на Елинор до повторната си женитба за Маргарит Френска през 1299, се изтъква като доказателство за дълбокия траур, в който Едуард I изпада след кончината на Елинор Кастилска. Всъщност кралят обмисля сключването на втори брак още през 1293, но причината за тези планове са политически. В едно писмо до абата на манастира Клюни от януари 1291 кралят търси молитва за душата на съпругата „която жива обичахме много, и която мъртва не можем да престанем да обичаме.“ В памет на съпругата си Едуард I поръчал да бъдат издигнати дванадесет украсени каменни кръста (Eleanor cross), с които бил белязан маршрутът на погребалната ѝ процесия от Линкълн до Лондон. По-късно той посещава заупокойните церемонии за Елинор до края на живота си, придружаван от втората си съпруга при поне един случай.
Въпреки че един от синовете му от Елинор – бъдещият Едуард II – доживява зряла възраст, кралят се безпокои, че с единствен наследник на престола лесно може да се достигне до династична криза. Втората му жена ражда още двама сина и наследяването е осигурено.

### Политическо влияние
Историческите сведения потвърждават, че Елинор Кастилска упражнява нищожно влияние върху управлението на съпруга си. Дори в уреждането на дипломатическите въпроси нейната роля е нищожна, въпреки че кралят взима под внимание желанието на съпругата си за възрастта, в която дъщерите им могат да се омъжат за чужди владетели.
Крал Едуард I през цялото време спазва задълженията си към брата на Елинор – Алфонсо X, но когато положението на последния става критично през 80-те години на века, английският крал изпраща в Кастилия не английски рицари, а такива от Гаскония, която е по-близо до Кастилия.
В Англия кралицата участва в разрешаването на незначителни конфликти между съпруга ѝ и поданиците му, но това става единствено със съгласието на краля и чрез помощта на някои изтъкнати членове на кралския съвет. Едуард I, от своя страна, умеел да не се поддава на желанията на съпругата си и бил готов да я възпре навреме, ако усети, че тя отива твърде далеч с действията си, а кралят очаквал и от министрите си да постъпват по същия начин.

### Икономическа активност
В Англия Елинор Кастилска развива активна икономическа дейност, изразяваща се в усилено придобиване на поземлени имоти. Нейните често агресивни по своите методи придобивания на земи представлява за средните векове необикновено висока степен на икономическа активност за една жена, било то и кралицата на Англия. Само в периода 1274 – 1290 г. кралицата придобива земи на стойност над 2500 лири годишно. Налага се Джон Пекман, архиепископът на Кентърбъри, да предупреди кралицата, че поведението ѝ на пазара на земя предизвиква брожения, клюки, слухове и скандали в кралството. Оказва се, че тази дейност на Елинор Кастилска всъщност е насърчавана от съпруга ѝ, който желае кралицата да притежава достатъчно земи, доходите от които да удовлетворяват финансовите ѝ нужди, без да се налага за тях да бъдат отпускани суми от държавната хазна. Един от методите, които кралят използва, за да увеличи поземлените имоти на кралицата, е да прехвърля в нейна полза дълговете, които християните земевладелци взимали от еврейските лихвари, а кралицата по този начин придобивала заложените срещу пари земи. Земевладелците обаче често били доволни да се отърват от дълговете и често сами се ползвали от благосклонността, с която кралицата се отнасяла към тях след това. Но репутацията на Елинор в Англия става все по-лоша и заради тясното ѝ обвързване със силно непопулярните лихвари.
Кентърбърийският архиепископ предупреждава и за недоволството, което предизвикват действията на нейните служители спрямо арендаторите. На смъртния си одър Елинор Кастилска дори моли съпруга си да назначи съдии, които да проведат разследвания върху дейността на служителите ѝ и да се изплатят съответните обезщетения. Проведените разследвания откриват поредица от груби принудителни вземания, извършвани често без знанието на кралицата. Елинор признава за такива грешки, когато чува за тях, но това не било достатъчно, за да се предотврати следващото предупреждение на архиепископа – че тя принуждава съпруга си да управлява сурово. Всъщност кралят не допуска намеса на Елинор в управлението, но поведението на длъжностните лица в земите ѝ е приписвано на въображаемата сурова личност на кралицата, която е използвана, за да се обясни и суровото поведение на кралската администрация като цяло. С други думи, Елинор Кастилска е принудена да носи непопулярната маска на съпруга си. Все пак по това време е много по-безопасно да се обвинява кралицата чужденка, отколкото да се критикува самият крал, а и е много по-удобно грешките на суверена да се обясняват с манипулирането му от съпругата. В това отношение Елинор Кастилска нито е първата, нито последната кралица, обвинявана за грешките на съпруга ѝ, но в нейния случай безскрупулното поведение на собствената ѝ администрация привлича по-силно критиките към самата нея.

### Патрон на литературата
Елинор Кастилска е изключително интелигентна и културна жена, която оказва огромно влияние върху културния живот в английския двор. Кралицата е покровителка на низовата литература (създавана на простонароден език), а в двора ѝ пребивавали множество преписвачи и художници, които преписвали и илюстрирали книги за кралицата. В по-голямата си част това са народни романси и жития на светци, но вкусовете на Елинор Кастилска се простирали далеч отвъд тези рамки. Количеството и разнообразието на новите произведения, съставени специално за нея, доказват, че литературният вкус на кралицата е по-широк и изискан. По време на кръстоносния поход през 1272 г. по нейна поръчка специално за краля от латински е преведен трактатът „De Re Militari“ („По военните въпроси“) от късноримския автор Флавий Вегеций Ренат. След като през 1279 г. Елинор Кастилска наследява от майка си графство Понтио, специално за нея е създаден романс за живота на един предполагаем граф на Понтио от 9 век. През 80-те години на века кентърбърийският епископ съставя за кралицата трактат за същността на ангелите и за техните дела. През 1286 г. в едно писмо до абата на Серн, кралицата споменава книгата, която той ѝ е заел – вероятно трактат за шахмата, за който се предполага, че е написан в Серн в края на 13 в. През 1290 г. кралицата води активна кореспонденция с един оксфордски магистрат относно друга нейна книга.
Елинор Кастилска оказва подкрепа и за дейността на Доминиканския орден в Англия, като съдейства за създаването на няколко негови приората и за дейността на ордена в университетите в Оксфорд и Кеймбридж. Кралицата обаче не се отдава активно на благотворителност, оставяйки тази дейност в ръцете на своите капелани, които раздавали милостиня от нейно име.
Кралицата покровителства и много свои роднини, въпреки непопулярността им в Англия и критиките от страна на краля. В това отношение кралицата се оказва доста предпазлива и строго подбира братовчедите си, които подкрепя. Освен това, вместо да урежда бракове между свои кастилски братовчеди и богати английски благороднички, което би поставило значителна част от английските владения в кастилски ръце, кралицата предпочита да прави обратното – тя насърчава браковете между английски барони и кастилските си братовчедки.

## Смъртта на Елинор Кастилска
През есента на 1290 г. до крал Едуард I достига новината за смъртта на шотландската кралица Маргарет, Норвежката дева. Малко преди това кралят свиква парламент в Клипстоун, Нотингамшър, но остава в района, изчаквайки допълнително новини за случващото се в Шотландия след смъртта на Маргарет. Кралят както обикновено е придружаван от съпругата си, а обиколката им из Нотингамшър протичала бавно, тъй като здравето на кралицата било разклатено – според сведенията тя страдала от треска с висока температура – вероятно симптом на малария, за епидемия от която за първи път се съобщава през 1286 г. След като двойката достига до Клипстоун, те се отправят към Линкълн. По пътя обаче състоянието на Елинор Кастилска се влошава и пътуването е прекратено, когато свитата пристига в Харби, на по-малко от 35 км. разстояние от Линкълн. В Харби кралицата е настанена в къщата на Ричард Вестън, основите на която са запазени и до днес. След като получава последно причастие, там 49-годишната Елинор Кастилска умира в нощта на 28 ноември 1290 г. Тялото на кралицата е пренесено в Лондон и е погребано в Уестминстърското абатство.

## Деца
Елинор Катсилска ражда на крал Едуард I шестнадесет деца:
- дъщеря, мъртвородена през май 1255 г. в Бордо, Франция;
- Катрин (ум. 1264)
- Джоан (ум. 1265)
- Джон (1267 – 1271);
- Хенри (1268 – 1274);
- Елинор Английска (1269 – 1298), графиня на Бар;
- дъщеря (ум. 1271)
- Джоан Плантагенет (1272 – 1307), известна като Джоан от Акра.
- Алфонсо, граф на Честър (1273 – 1284);
- Маргарет Плантагенет (1275 – 1333), графиня на Брабант;
- Беренгария (1276 – 1278);
- дъщеря (ум. 1278)
- Мария Плантагенет (1279 – 1332), известна като Мария от Уудсток;
- Елизабет Плантагенет (1282 – 1216), известна като Елизабет от Рудлан;
- Едуард II (1284 – 1327), крал на Англия;